# US Open 2017 - Quad doppio
Nick Taylor e David Wagner erano i tre volte detentori del titolo ma Taylor ha deciso di non partecipare. Wagner ha partecipato e vinto il titolo insieme a Andrew Lapthorne, sconfiggendo in finale Dylan Alcott e Bryan Barten con il punteggio di 7-5, 6-2.

## Teste di serie
1. Andrew Lapthorne /  David Wagner (campioni)

1. Dylan Alcott /  Bryan Barten (finale)

## Tabellone

### Legenda
| - Q = Qualificato - WC = Wild card - LL = Lucky loser | - ALT = Alternate - SE = Special Exempt - PR = Protected Ranking | - w/o = Walkover - r = Ritirato - d = Squalificato |

### Finale
|  | Finale                        |                               |                               |   |   |  |
|  |                               |                               |                               |   |   |  |
|  | Andrew Lapthorne David Wagner | Andrew Lapthorne David Wagner | Andrew Lapthorne David Wagner | 7 | 6 |  |
|  | Dylan Alcott Bryan Barten     | Dylan Alcott Bryan Barten     | Dylan Alcott Bryan Barten     | 5 | 2 |  |